# Diecezja Melipilla
Diecezja Melipilla – rzymskokatolicka diecezja w Chile z siedzibą w Melipilla.

## Ordynariusze
- bp Cristián Contreras Villarroel (od 7 marca 2014)
- bp Enrique Troncoso Troncoso (28 maja 2000 – 7 marca 2014)
- abp Pablo Lizama Riquelme (4 kwietnia 1991 – 4 stycznia 1999)